# Sextus Iulius Possessor
Sextus Iulius Possessor (vollständige Namensform Sextus Iulius Sexti filius Quirina Possessor) war ein im 2. Jahrhundert n. Chr. lebender Angehöriger des römischen Ritterstandes (Eques). Durch zwei Inschriften, die in Hispalis und in Mactaris gefunden wurden, ist seine Laufbahn bekannt.

## Laufbahn
Possessor begann seine militärische Laufbahn als Kommandeur (Praefectus) einer Cohors III Gallorum. Entweder danach oder schon während seiner Amtszeit als Kommandeur der Kohorte übernahm er als Praepositus sowohl das Kommando über den Numerus Syrorum sagittariorum als auch über die Ala I Hispanorum. Gleichzeitig mit seiner militärischen Tätigkeit wurde er curator civitatis Romulensium Malvensium.
Im Anschluss wurde Possessor Tribunus militum in der Legio XII Fulminata, die ihr Hauptlager in Melitene in der Provinz Cappadocia hatte. Entweder danach oder gleichzeitig mit seiner militärischen Tätigkeit wurde er curator coloniae Arcensium. Während der gemeinsamen Herrschaft von Mark Aurel und Lucius Verus (161–169) wurde er als Richter eingesetzt.
Danach übernahm er Funktionen in der zivilen Verwaltung. Zunächst wurde er in Ostia als adiutor dem Praefectus annonae Ulpius Saturninus zugeordnet. In diesem Amt war er für die Bestandsaufnahme von angeliefertem Öl aus Afrika und Spanien (ad oleum Afrum et Hispanum recensendum), für den Transport von Lebensmitteln (solamina transferenda) und für die Bezahlung der Transportkosten an die Reeder (vecturas naviculariis exsolvendas) zuständig. Im Anschluss wurde er procurator ad ripam Baetis; in dieser Funktion war er für die Verwaltung des Schiffsverkehrs auf dem Guadalquivir, für die Instandhaltung der Deiche und der Kanäle zuständig.
Zuletzt übernahm er noch die Verwaltung der Getreideeinfuhr im Hafen von Ostia (procurator Augusti Ostis ad annonam) und danach die Verwaltung der Getreideausfuhr im Hafen von Alexandria (procurator Augusti Alexandriae ad Mercurium).
Possessor war in der Tribus Quirina eingeschrieben und stammte aus Mactaris.

## Inschriften
Die Laufbahn von Possessor ist in den Inschriften unterschiedlich wiedergegeben. In jeder der beiden Inschriften sind Funktionen aufgeführt, die in der jeweils anderen Inschrift nicht enthalten sind.
Die Inschrift in Hispalis wurde ihm zu Ehren durch die örtlichen Bootsführer (scapharii Hispalenses) errichtet. In dieser Inschrift sind seine Ämter in der folgenden Reihenfolge angegeben: praefectus cohortis III Gallorum, praepositus numeri Syrorum sagittariorum item alae primae Hispanorum, curator civitatis Romulensium Malvensium, tribunus militum legionis XII Fulminatae, curator coloniae Arcensium, adlectus in decurias ab Optimis Maximisque Imperatoribus Antonino et Vero Augustis, adiutor Ulpii Saturnini praefecti annonae ad oleum Afrum et Hispanum recensendum item solamina transferenda item vecturas naviculariis exsolvendas und procurator Auggustorum ad ripam Baetis. Diese Inschrift wird bei der Epigraphik-Datenbank Clauss-Slaby (EDCS) auf 161/169 datiert.
Die Inschrift in Mactaris weihte Possessor dem Gott Apollon. In dieser Inschrift sind seine Ämter in der folgenden Reihenfolge angegeben: praefectus cohortis Gallorum, curator numeri Syrorum sagittariorum item alae primae Hispanorum, tribunus militum legionis XII Fulminatae, adlectus in decurias ab Optimis Maximisque Imperatoribus Antonino et Vero Augustis, adiutor praefecti annonae ad horrea Ostiensia et Portuensia, procurator Augusti ad ripam Baetis, procurator Augusti Ostis ad annonam und procurator Augusti Alexandriae ad Mercurium. Diese Inschrift wird bei der EDCS und bei der Epigraphischen Datenbank Heidelberg auf 171/200 datiert.

## Militärische Kommandos
Marcus Reuter geht davon aus, dass Possessor die Leitung der Cohors III Gallorum, des Numerus Syrorum sagittariorum und der Ala I Hispanorum nacheinander übernommen hat.
Bei der Real Academia de la Historia (RAH) nimmt man an, dass Possessor im Rahmen der Tres militiae zuerst die Cohors III Gallorum führte, danach als Praepositus gleichzeitig den Numerus Syrorum sagittariorum und die Ala I Hispanorum kommandierte und zuletzt als dritte Stufe den Dienst als Tribunus militum in der Legio XII Fulminata antrat.
Hans-Georg Pflaum, Arthur Stein und Margaret M. Roxan gehen davon aus, dass Possessor die Cohors III Gallorum als erstes Kommando im Rahmen der Tres militiae übernahm und dass er während seiner Amtszeit als Kommandeur der Kohorte gleichzeitig auch als Praepositus den Numerus Syrorum sagittariorum und die Ala I Hispanorum leitete; sein Militärdienst als Tribunus militum in der Legio XII Fulminata war dann die zweite Stufe der Tres militiae.

## Cohors III Gallorum
Es gab zwei Einheiten mit dieser Bezeichnung (siehe Cohors III Gallorum).
Hans-Georg Pflaum, Arthur Stein und Margaret M. Roxan gehen davon aus, dass Possessor die Cohors III Gallorum, den Numerus Syrorum sagittariorum und die Ala I Hispanorum kommandierte, als diese Einheiten in der Provinz Dacia inferior stationiert waren; in diesem Fall war Possessor Kommandeur der Cohors III Gallorum (Germania), die von 122 bis 146 durch Militärdiplome in Dacia inferior belegt ist.
John Spaul hält es dagegen für möglich, dass Possessor seine militärische Laufbahn in Nordafrika begann, da er aus Mactaris stammte; in diesem Fall war Possessor Kommandeur der Cohors III Gallorum (Mauretania Tingitana), die von 153 bis 156/157 durch Militärdiplome in Mauretania Tingitana belegt ist.

## Tätigkeiten als Curator
Bei Hans-Georg Pflaum, Arthur Stein, Margaret M. Roxan und bei den Inscriptiones Latinae selectae (ILS) wird ein Teil der Inschrift aus Hispalis mit curatori civitatis Romulensium m(unicipii) Arvensium wiedergegeben. Pflaum nimmt daher an, dass Possessor zunächst curator von Romula war, während er sein militärisches Kommando in Dacia inferior ausübte; danach war er curator von Arva (in der Nähe des heutigen Lora del Río) in der Provinz Baetica.
Bei der EDCS wird dieser Teil der Inschrift aus Hispalis dagegen mit curator civitatis Romulensium Malvensium wiedergegeben. Laut Roxan geht diese Lesung auf Herbert Nesselhauf zurück; eine Tätigkeit als curator in Arva ist damit hinfällig. Roxan und die RAH gehen davon aus, dass Possessor seine zivile Tätigkeit als curator in Romula Malvensis zur selben Zeit wie sein militärisches Kommando in Dacia inferior ausübte.
Pflaum geht davon aus, dass Possessor nach seinem Tribunat bei der Legio XII Fulminata curator coloniae Arcensium wurde; er und die ILS nehmen an, dass es sich dabei um Arca Caesarea in der späteren Provinz Syria Phoenice handelt. Roxan und die RAH gehen dagegen davon aus, dass Possessor diese zivile Tätigkeit in Arca (in der Provinz Cappadocia) zur selben Zeit ausübte, als er Tribun bei der Legion in dieser Provinz war.
Laut José Remesal Rodríguez wurde von Historikern auch angenommen, dass Possessor alle seine Tätigkeiten als Curator in der Baetica ausgeübt hat; civitas Romulensium wurde mit Hispalis (Sevilla) identifiziert, municipium Arvensium mit Arva (Alcolea del Río) und colonia Arcensium mit Arcos de la Frontera.

## Adlectus in decurias
In den Inschriften findet sich die folgende Passage: adlectus in decurias ab Optimis Maximisque Imperatoribus Antonino et Vero Augustis. Possessor wurde daher während der gemeinsamen Herrschaft von Mark Aurel und Lucius Verus (161–169) als Richter eingesetzt.
Laut Hans-Georg Pflaum wies Eric Birley darauf hin, dass die adlectio in V decurias eines Angehörigen des Ritterstandes immer seinem Militärdienst vorausging; in diesem Fall läge eine Ausnahme von der ansonsten chronologisch aufsteigenden Reihenfolge der einzelnen Positionen seiner Laufbahn vor. Laut Margaret M. Roxan stimmte Herbert Nesselhauf der Ansicht Birleys aber nicht zu.

## Datierung
Hans-Georg Pflaum datiert einige Stationen seiner Laufbahn wie folgt: Praefectus der Cohors III Gallorum wahrscheinlich noch während der Regierungszeit von Antoninus Pius (138–161), adiutor von Ulpius Saturninus am Ende des Partherkriegs von Mark Aurel und Lucius Verus und procurator ad ripam Baetis am Ende ihrer gemeinsamen Regierungszeit.
Bei der RAH werden einige Stationen seiner Laufbahn wie folgt datiert: curator in Romula Malvensis um 160, adlectio in V decurias am Anfang der gemeinsamen Regierungszeit von Mark Aurel und Lucius Verus sowie procurator Augusti Ostis ad annonam und procurator Augusti Alexandriae ad Mercurium zwischen 169 und 180.
José Remesal Rodríguez datiert seine Tätigkeit als adiutor vor 169 und seine Tätigkeiten als procurator Augusti ad ripam Baetis, procurator Augusti Ostis ad annonam und procurator Augusti Alexandriae ad Mercurium in den Zeitraum zwischen 169 und 176; er geht davon aus, dass Possessor alle diese Ämter in der Zeit des ersten Markomannenkriegs zwischen 167 und 175 ausübte.
John Spaul datiert seine Leitung der Cohors III Gallorum auf ca. 140. Margaret M. Roxan datiert seine Tätigkeit als adiutor in das Jahr 167 und seine militärischen Positionen davor. Laut José Remesal Rodríguez geht Constantin C. Petolescu davon aus, dass Possessor seine Laufbahn am Ende der gemeinsamen Regierungszeit von Mark Aurel und Lucius Verus begann.